# Hafen Ochsenfurt
Der Hafen Ochsenfurt ist ein Hafen- und Industriegebiet der Stadt Ochsenfurt im unterfränkischen Landkreis Würzburg.

## Geographie
Der Hafen Ochsenfurt liegt 750 m westlich des historischen Stadtkernes und ist ein reines Hafen- und Industriegebiet an der Bundeswasserstraße Main. Es befindet sich orographisch links bei Mainkilometer 270,5 an der Haltung Goßmannsdorf auf einer Höhe von 176 m ü. NN.
Eine weitere Umschlagstelle mit einer Kranbrücke besteht im Ortsteil Goßmannsdorf bei Mainkilometer 268,5 links. ⊙ Diese liegt bereits unterhalb der Staustufe Goßmannsdorf an der Haltung Randersacker auf einer Höhe von 172 m ü. NN. Umgeschlagen wurden dort hauptsächlich Baustoffe wie Sand, Kies und Schotter, heute findet kein Umschlag mehr statt.

## Geschichte

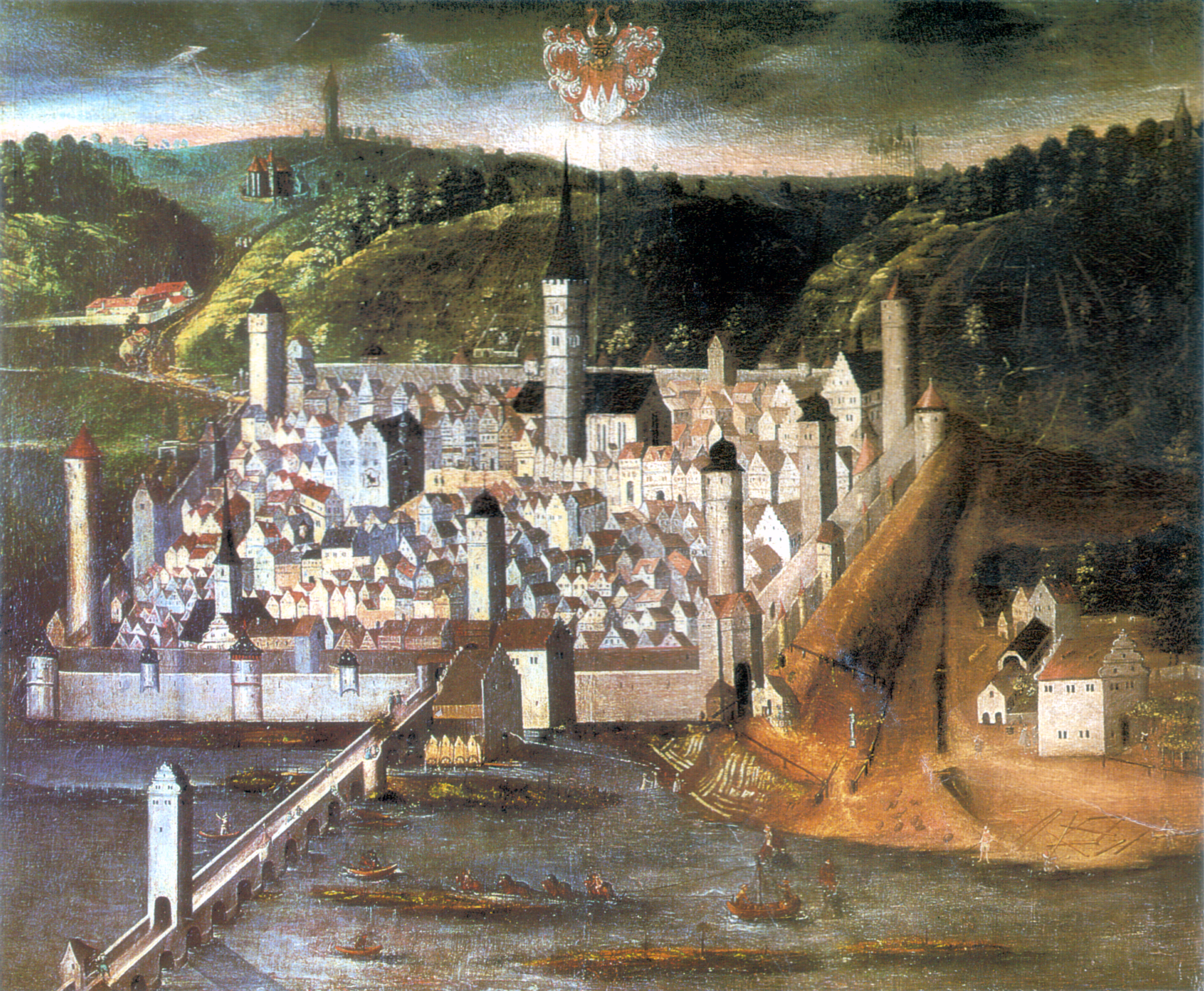
Mainschifffahrt Ochsenfurt 1656

Bereits zu keltischen Zeiten wurde der Main als Wasserstraße genutzt. Es wurde getreidelt und gestakt, geflößt, gerudert und gesegelt. Zur Zeitenwende nutzten die germanischen Kimbern den wichtigen Handels- und Transportweg. Zu karolingischer Zeit war die Notwendigkeit den Wasserweg des Mains mit dem Donaugebiet zu verbinden längst erkannt und mit dem Karlsgraben wurde erstmals eine schiffbare Verbindung hergestellt. Im 11. Jahrhundert wird ein Fährbetrieb bei Ochsenfurt auch schriftlich erwähnt. Im Mittelalter wurden große Mengen von Holz geflößt, beispielsweise nach Frankfurt, ins Ruhrgebiet, aber auch für den Schiffsbau in Holland. Auf einem Gemälde Ochsenfurts von 1623 sind die Anlandungsstelle am Altmain und reger Schifffahrtsbetrieb zu erkennen.
Um 1830 löste die Dampfschifffahrt die traditionellen Schifffahrtsmethoden ab. Größere Abladetiefen ermöglichten Transportvolumina bis zu 50 Tonnen pro Wasserfahrzeug. Als zwischen 1836 und 1846 der Ludwig-Donau-Main-Kanal vollendet wurde, stieg der Transport sprunghaft an und der Hafen wurde ab 1868 als Schutzhafen befestigt. Der Bahnverkehr war um 1860 eine ernstzunehmende Konkurrenz für die Schifffahrt, als die Bahnstrecke Treuchtlingen–Würzburg in Betrieb ging. Eine Hafenbahn wurde 1897 gebaut und trimodaler Umschlag wurde möglich. 1898 erreichte die Kettenschifffahrt auf dem Main bereits Kitzingen und die Mengen der beförderten Güter konnten wieder gesteigert werden, insbesondere durch die Kohlelieferungen aus dem Ruhrgebiet. 1907 erschloss zusätzlich die Gaubahn das südliche gelegene Festland.
1971 hat die BayWa AG das Erbbaurecht an den Hafengrundstücken erworben und der Portalkran wurde gebaut. In den Jahren 2001 bis 2005 wurde das Hafenbecken für Schiffe mit bis zu drei Meter Tiefgang ertüchtigt. Ebenso wurde die Hafenbahn privatisiert und von den Stadtwerken Ochsenfurt betrieben. 2016 wurde die Hafenbahn ab der Neuen Mainbrücke bis zum ehemaligen Maintanklager stillgelegt.

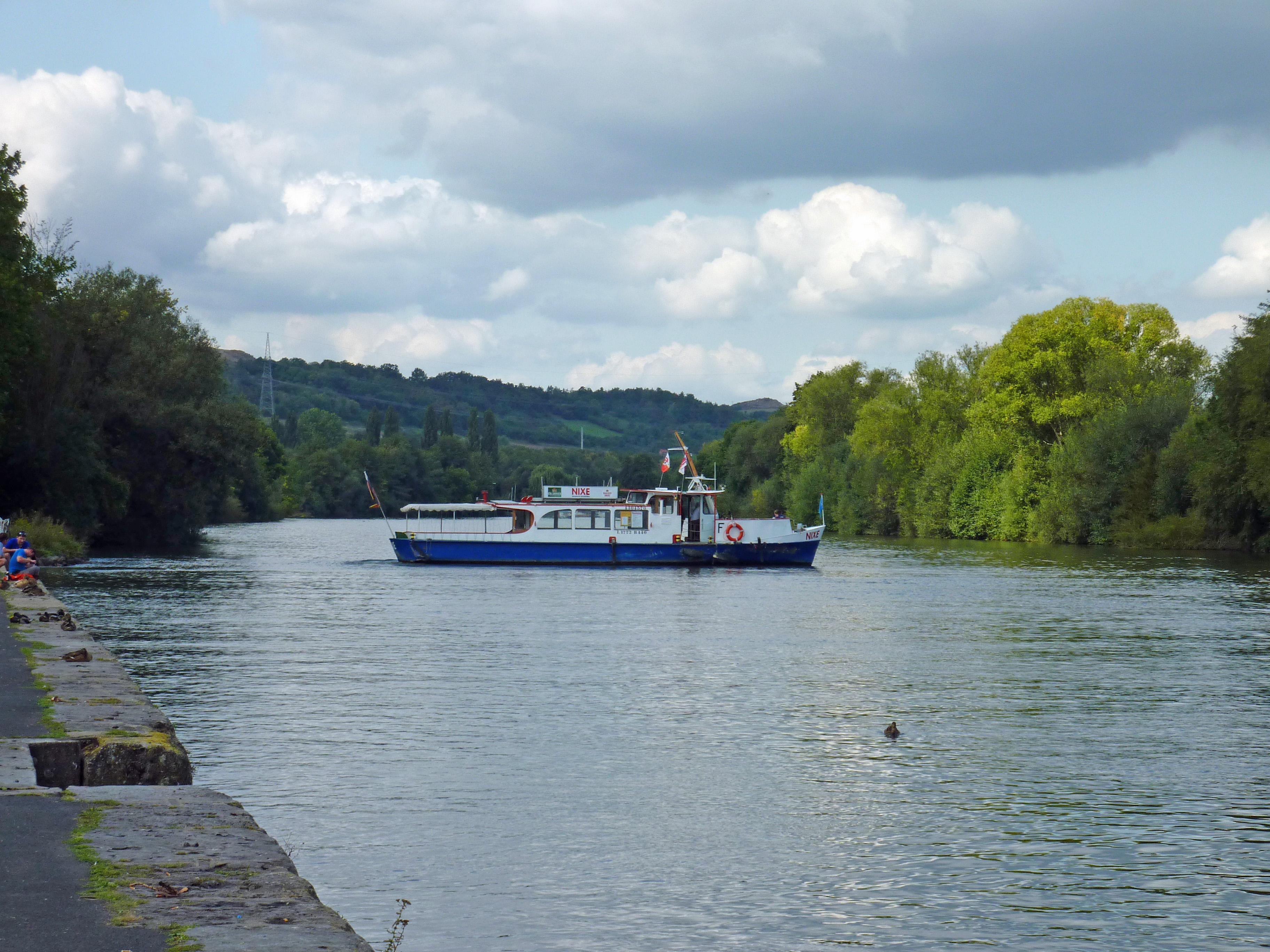
Fähre NIXE

## Gewerbe und Infrastruktur
Von der für das Hafengebiet Ochsenfurt insgesamt ausgewiesenen Gesamtfläche von 27 Hektar sind 25 ha gewerblich genutzt. Fünf Hektar hiervon beanspruchen die Hafenanlagen und die Hafenbahn selbst.
Weitere 1,4 ha nutzt der Bootsclub Ochsenfurt als Vereinsgelände und Marina.
Neben der BayWa sind noch einige Betriebe des Dienstleistungs- und Handelsgewerbes dort angesiedelt. Der Hafen ist auf 300 m Kailänge befestigt und hat weitere 250 m geböschte Ufer. Eine Möglichkeit zum Bahnverladung bestand direkt am Kai. Es stehen neben zwei Portalkränen mit einer Tragfähigkeit von 7,5 t, einer Waage und Pumpen auch 2000 m² Freilagerflächen und gedeckte Lager und Silos für 200 t Massengüter zur Verfügung.
Umgeschlagen werden bis zu 159.000 t jährlich, hauptsächlich Forst- und Agrarprodukte, Futter- und Düngemittel sowie Baustoffe.
Nahe der alten Mainbrücke besteht eine Anlegestelle für die Personenschifffahrt. Dort verkehrt im Sommer an Samstagen, Sonntagen und Feiertagen die Mainfähre NIXE zu Fähr- und Panoramafahrten und genutzt wird die Anlegestelle auch von Fahrgast- und Fahrgastkabinenschiffen, beispielsweise bei Flusskreuzfahrten zu Tagesausflügen ins Mainfranken.

## Verkehr
Gemeindestraßen verbinden das Hafengebiet mit der Staatsstraße 2270 und der Bundesstraße 13. Die Hafenbahn (Mainländebahn) führte zur Bahnstrecke Treuchtlingen–Würzburg.